# Atheta fenyesi
Atheta fenyesi är en skalbaggsart som beskrevs av Max Bernhauer 1907. Atheta fenyesi ingår i släktet Atheta och familjen kortvingar. Inga underarter finns listade i Catalogue of Life.